# Castello di Villadeati
Il Castello di Villadeati è un antico castello situato a Villadeati, in provincia di Alessandria, nel Basso Monferrato in Piemonte.

## Storia
L'antico castello originario, risalente al medioevo e del quale non esiste più traccia per le distruzioni operate durante la guerra del Monferrato, è stato trasformato alla fine del XVIII secolo in una scenografica ed elegante residenza d'ispirazione juvaresca. Il castello è di proprietà dai primi anni sessanta della famiglia Feltrinelli.

## Descrizione
Il castello sorge in posizione dominante in cima al colle sul quale si adagia il borgo di Villadeati. Si presenta come una costruzione piuttosto articolata e leggiadra, fatto inconsueto per un edificio delle sue dimensioni. L'insieme è arricchito da una serie di quattro terrazze e gallerie che seguono il declivio della collina, nonché da torri belvedere, emicicli ed esedre.